# Arcades Rougé
Les Arcades Rougé sont un centre commercial de 1,8 hectare entièrement piétonnier situé dans le centre-ville de Cholet, en Maine-et-Loire et regroupant 33 enseignes dans les secteurs alimentaires, beauté/bien-être, culture/loisirs, prêt à porter et services. Il est situé au no 30 rue Bretonnaise à proximité du jardin du Mail. La zone commerciale a été réalisée par la ville de Cholet. La promotion et la création des Arcades Rougé ont été assurées par les sociétés Multi Development France, Oréas et Hyacinthe promotion.

## Historique
Vers la fin du XXe siècle, le quartier très dynamique entourant la place Rougé avait un peu perdu de son attractivité. La zone commerciale a été rasée et des places de stationnement l'ont remplacée à la fin des années 1990.
La société Multi Development France, qui a pris en charge la maîtrise d'œuvre du projet, a du travailler en collaboration avec un architecte des Bâtiments de France de manière à intégrer au mieux le centre commercial au mode architectural de la ville. La façade d'un bâtiment ancien, par exemple, a été conservée et intégrée au projet à la demande des Bâtiments de France.

## Construction

### Objectifs
Cette zone commerciale a été réalisée en 2009 afin de dynamiser le Choletais et de faire concurrence aux zones commerciales situées en extérieur comme L'Autre Faubourg, Carrefour, Les Pagannes, l'Écuyère et PK3. Lors de la création de ce quartier, l'objectif et le souhait des dirigeants choletais a été de préserver l'existant tout en proposant un accès à de nouvelles activités commerciales pour donner un souffle nouveau au centre-ville.

### Architecture
Située dans un quartier urbain historique, cette zone commerciale a été construite tout en préservant l'architecture historique existante et les proportions que l'on retrouve dans le quartier. Pour ce faire, des matériaux et des couleurs, en accord avec ce qui était déjà présent, ont été utilisés afin de fondre les Arcades Rougé dans le tissu urbain du XXIe siècle. Ceci en jouant la complémentarité entre le patrimoine existant et les bâtiments modernes, le tout en apportant une touche de modernité comme en témoigne l'illusion d'optique d'un mur de bibliothèque situé Place Rougé,.

### Éléments architecturaux notables dans le quartier
- La tour du grenier à sel.
- L'église Notre-Dame.
- Des maisons à pans coupés.

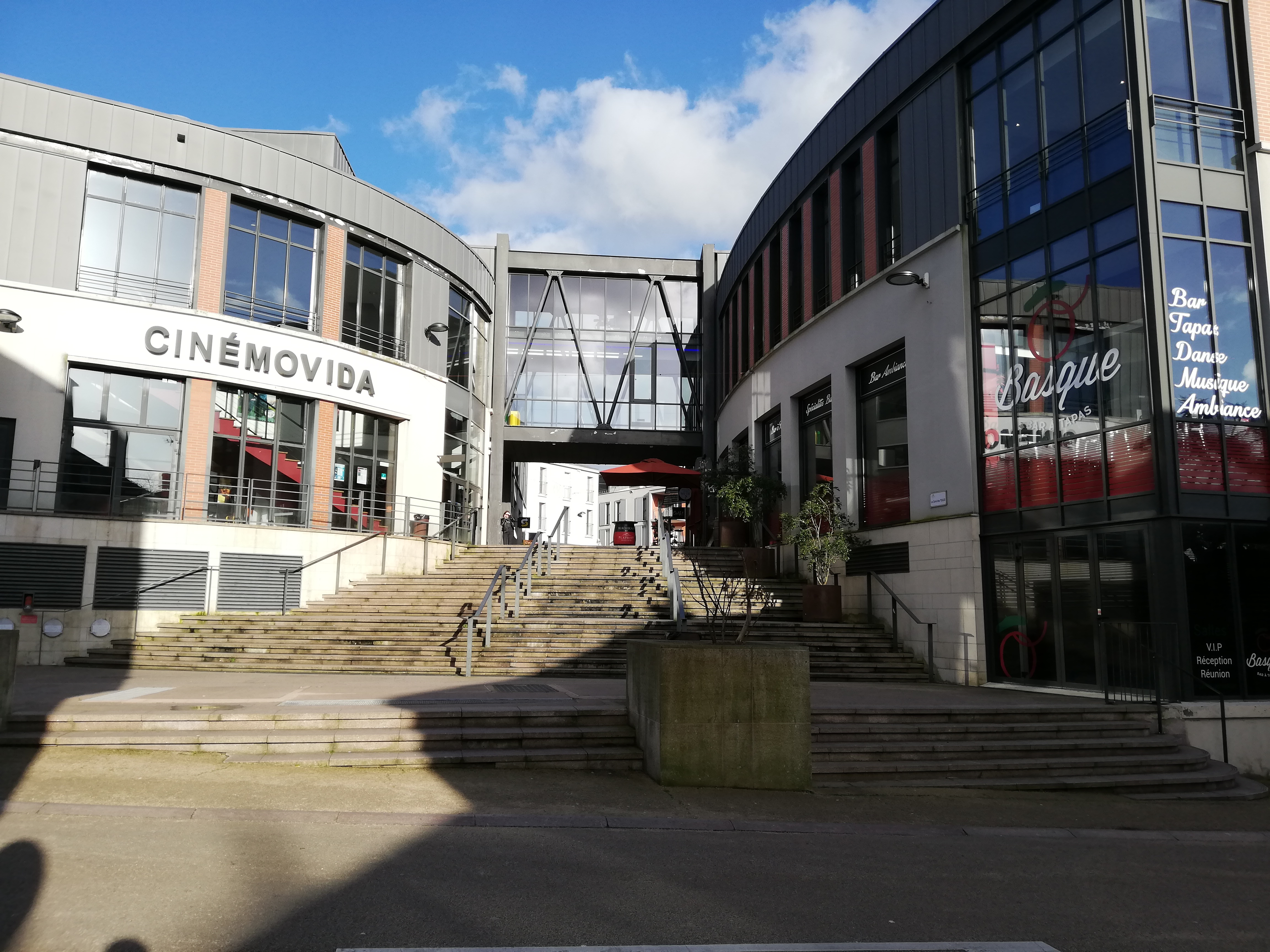
Passerelle du cinéma Cinémovida.

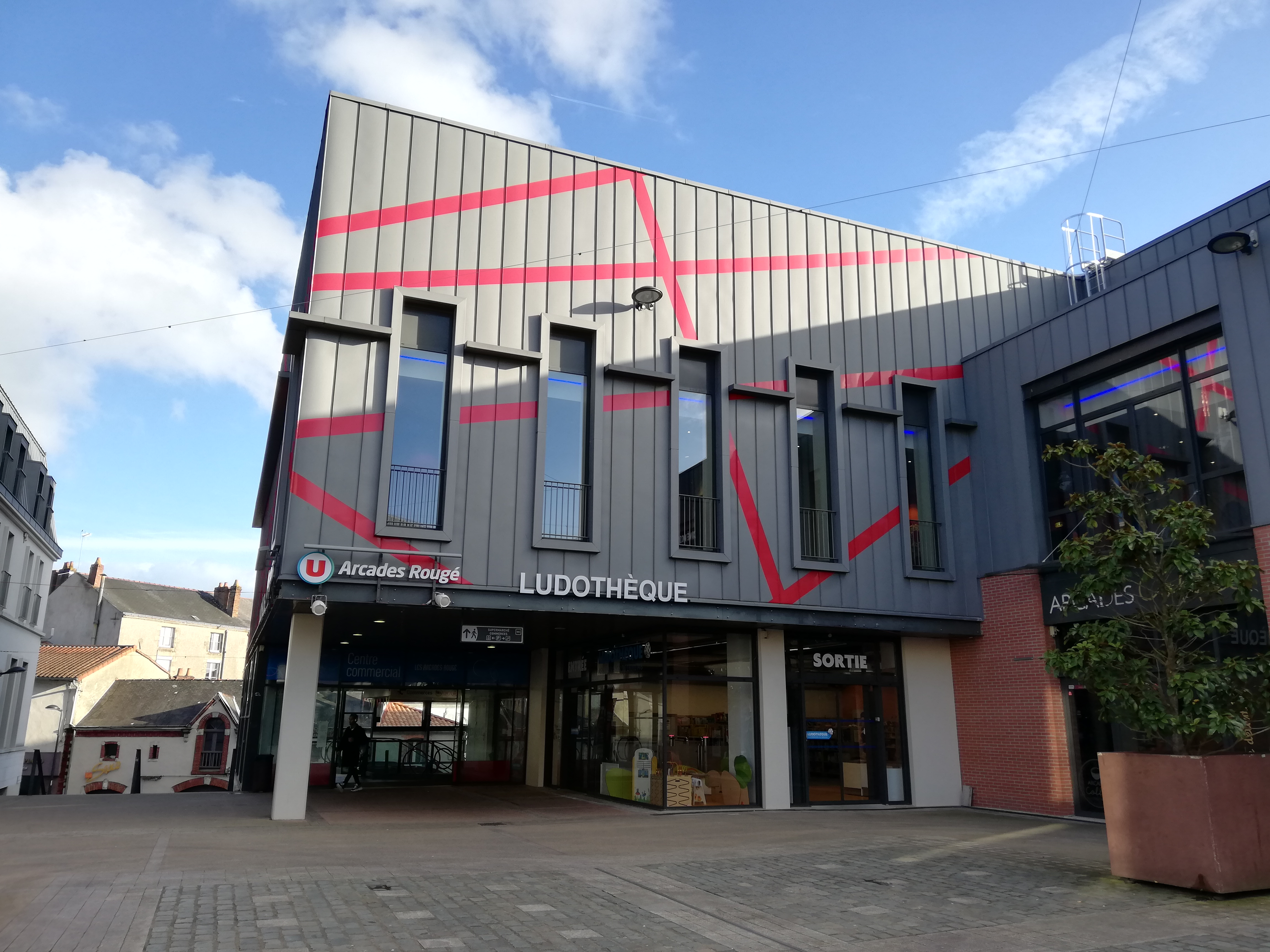
10 lignes au hasard, œuvre de François Morellet (2014).

- L'ancien théâtre de la place Travot dont le rez-de-chaussée est devenu un magasin, le Passage culturel.
- La passerelle du cinéma Cinémovida.

D'autres œuvres architecturales sont visibles dans la zone commerciale comme les lignes rouges de l'œuvre de François Morellet inaugurée en 2014 sur un bâtiment des Arcades Rougé ou les barres métalliques carrées peintes de couleurs vives et fixées au sol à la verticale au no 1 rue de la Sardinerie dans l'espace des Arcades Rougé, permettant de décorer l'espace tout en étant un dispositif anti-squat empêchant les personnes marginales ou sans domicile fixe de s'installer dans la zone.

## Travaux
Le coût des travaux de ce centre commercial est estimé à 101 millions d'euros. La ville de Cholet a missionné un bureau d’études pour la coordination de tous les travaux afin de limiter au mieux les nuisances sonores et la pollution.

### Actions mises en place
En termes de circulation, les trafics des engins de chantier ont été régulés, un nettoyage régulier des voies périphériques ainsi qu'un nettoyage des roues des engins de chantier avant leur sortie de la zone en travaux a été instauré.
En outre, durant la phase de démolition du collège Notre-Dame du Bretonnais, un arrosage du chantier, depuis la borne à incendie située à l'angle des rues Nationale et Jean Jaurès, a été mis en place afin de limiter l'apparition de poussière.

### Accès et stationnement pendant les travaux
Pendant les travaux, le centre-ville est resté accessible aux transports en commun malgré le fait que certaines lignes aient été déviées et certaines rues fermées. La rue Nationale, axe de circulation important pour accéder au centre-ville, a été autant que possible maintenue en circulation pendant toute la durée des travaux.
Afin d'offrir plus de stationnement, à la suite de la fermeture du parking de la Sardinerie, la création de places supplémentaires a été étudiée ; 38 places ont été ajoutées rue Kléber, parking du mail, place du 8 Mai et 92 places ont été réhabilitées sur le parking Prisset.

### Accessibilité aux commerces déjà présents
Pendant le chantier les accès des piétons et des professionnels ont été conservés tout en les sécurisant et en les jalonnant afin de maintenir l'accès aux commerces. De plus, les livraisons des commerçants ont été facilitées.

### Contraintes
La zone préalable était une zone géologiquement rocheuse et donc il a fallu la terraformer, ce qui a entraîné une difficulté majeure. Pour construire le parking, il a fallu creuser profondément dans la roche et le minage était la seule solution vis-à-vis de la résistance du matériau.

### Durée des travaux
Les travaux ont duré environ 3 ans de 2006 au printemps 2009.

## Enseignes commerciales et services
Le complexe est constitué de 33 enseignes qui sont réparties dans beaucoup de domaines, allant du divertissement au sport en passant par la mode :
- alimentaires (Arcades Coffee, BCHEF, BiBoViNo, Combo, Le Caféier, Mc Gill's, Au Basque, Subway) ;
- beauté/bien-être (Body Minute, ID Coiff, ItStyle, Qu'est ce que ça peut BIEN-ÊTRE ?, Mao, Dress Kod, Séphora) ;
- culture/loisirs (cinéma Cinémovida avec 9 salles soit 1 461 places, Gamecash, Hola là, ToysRus) ;
- prêt-à-porter (DDP, H&M, JACK&JONES, Lilly, MANGO, NewYorker, Pimkie, SUNSET, The athlete's foot, VERO MODA) ;
- services (photomaton, Société Générale, U Express, Transval).

La ludothèque municipale y est installée depuis le 25 mai 2019.

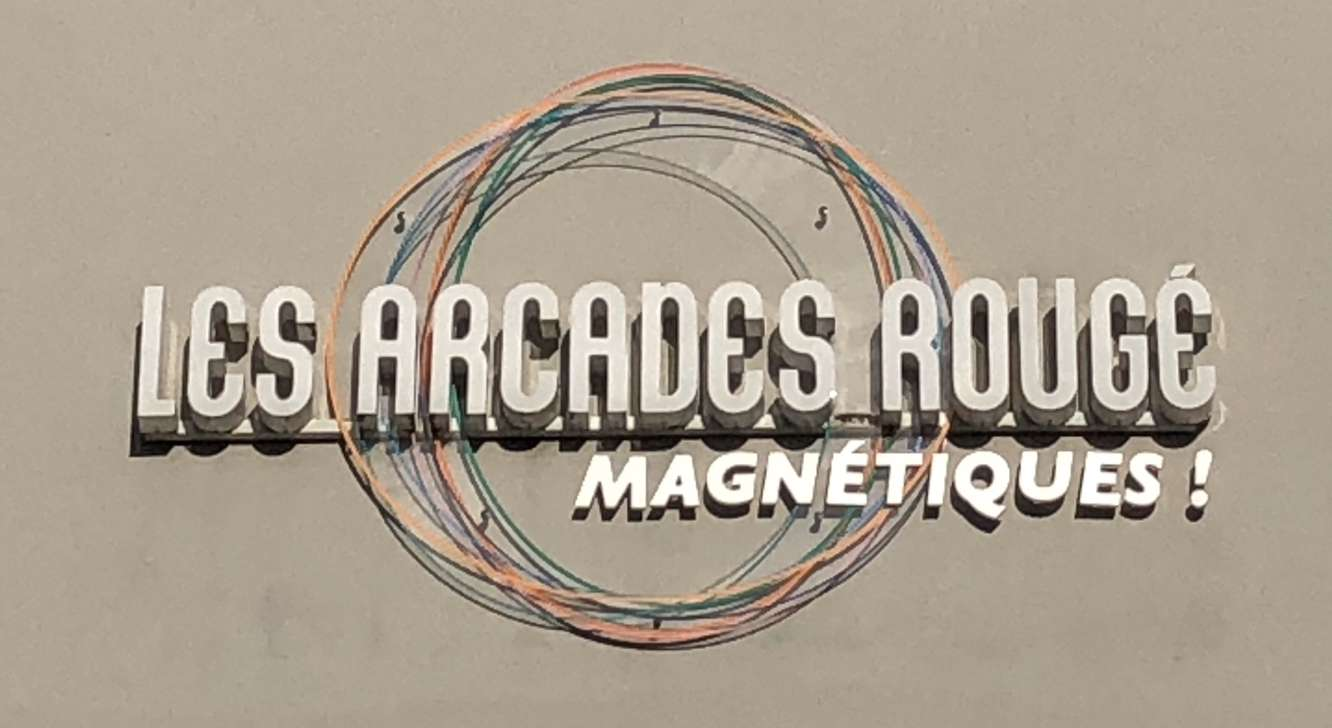
Slogan commercial.
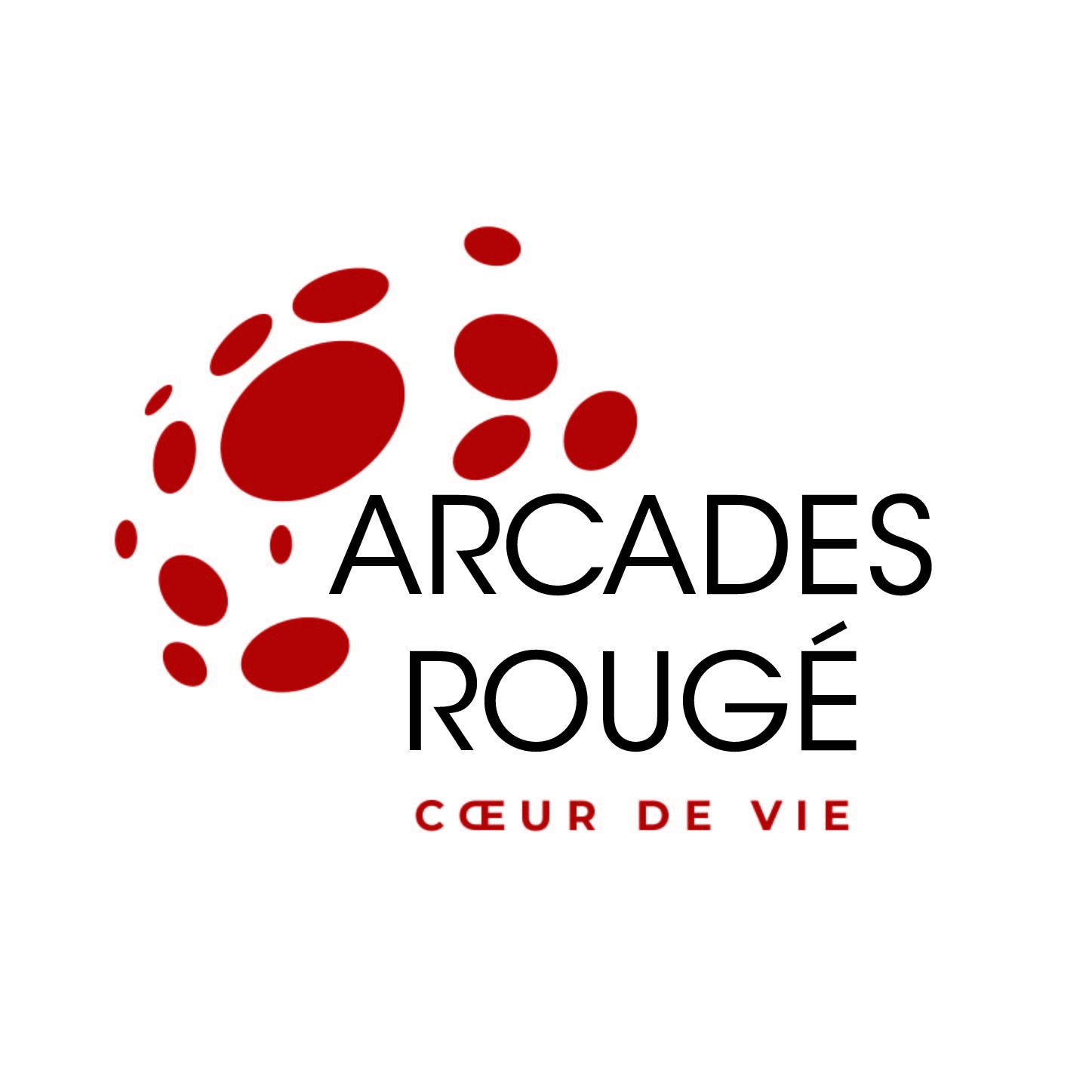
Arcades Rougé,cœur de vie.
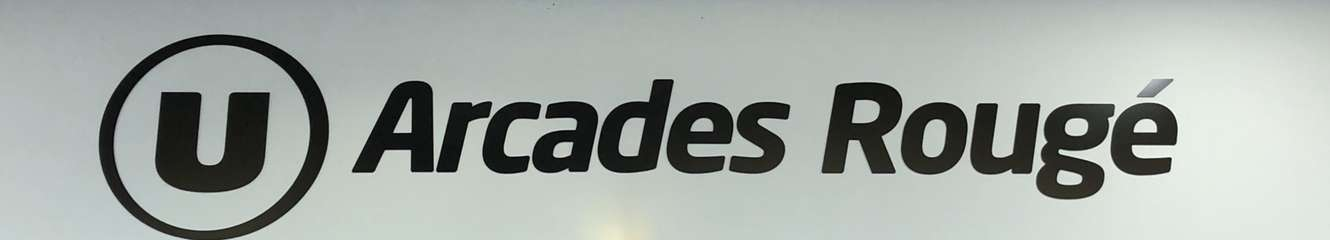
Enseigne du magasin Système U Cholet.

### Fréquentation
En 2017 et 2018, on comptabilise environ 3,68 millions de passages annuels qui ont dégagé un chiffre d’affaires de 10,076 millions d'euros pour 2017 et 10,182 millions pour 2018.

## Accès et stationnement
Les parkings Travot, Salbérie, Prisset, Bourg-Baudry, Mail et Mondement situés à proximité de la zone commerciale la rendent très accessible. Le stationnement en centre-ville est donc toujours possible avec plus de 3 300 places disponibles. D'autre part, la mise en place d'un jalonnement dynamique des parkings et l'adaptation des horodateurs à la carte Monéo devaient faciliter le stationnement et donc l'accès aux Arcades Rougé.
Le parking de la Sardinerie est le parking principal de la zone, il est accessible depuis la rue Nationale pour le public et depuis la rue Bretonnaise seulement pour les privés. Ce parking couvert est ouvert 7 jours sur 7 et comporte 500 places publiques sur 2 niveaux et 81 places privées. Il dessert le magasin U Express, la rue de la Sardinerie, la rue Bretonnaise et le Cinémovida.
Deux autres parkings de grande taille sont situés à proximité (environ 300 mètres) : le parking de la Place du Mail avec 110 places et le parking Turpault avec 54 places.

## Environnement
- Un hôtel Mercure 4 étoiles situé 81 place Travot qui permet de séjourner à proximité de la zone commerciale.
- L'église Notre-Dame qui permet de mélanger lieu de culte et lieu de vie et d’attirer la population choletaise de par l'envergure du bâtiment.
- Les îlots des Brosses et des Marteaux qui accueillent principalement des services, des commerces (notamment un établissement bancaire), le poste de police municipale et des logements sociaux.
- La place Travot qui est un lieu de passage reliant les Arcades Rougé au cœur de la ville. De plus on peut s'y reposer avec des bars et un espace détente.